# 福島瑞穂
福島 瑞穂（ふくしま みずほ、1955年〈昭和30年〉12月24日 - ）は、日本の弁護士、政治家。社会民主党所属の参議院議員（5期）、社会民主党党首（第3・6代）、同参議院議員会長。宮崎県延岡市出身。神奈川県在住。内縁の夫に海渡雄一を持つ。
内閣府特命担当大臣（消費者及び食品安全担当・少子化対策担当・男女共同参画担当）、参議院行政監視委員長、社会民主党副党首、同幹事長（第4代）、学習院女子大学客員教授などを歴任した。

## 来歴

### 生い立ち・弁護士
宮崎県延岡市出身。宮崎大学教育学部附属中学校、宮崎県立宮崎大宮高等学校、東京大学法学部卒業。
1987年弁護士登録をし、第二東京弁護士会に所属する。その後、人権を重視する弁護士あるいはフェミニズム論の論客として、テレビ朝日『朝まで生テレビ!』、読売テレビ『ウェークアップ!』をはじめとしたテレビの政治討論番組などに出演した。慰安婦募集の強制性を認めた1993年（平成5年）8月の河野談話の根拠となった日本政府による韓国での元慰安婦16人の聞き取り調査にオブザーバー参加している。

### 参議院議員へ
1998年の第18回参議院議員通常選挙で、社民党に政治姿勢と知名度を買われて比例区から出馬し初当選。以降、社民党神奈川県連合代表・党幹事長などを歴任する。

### 社会民主党党首
2003年、社民党は第43回衆議院議員総選挙で議席を大幅に減らし、党首の土井たか子が引責辞任する。同年11月、後任の党首に就任した。
2004年の第20回参議院議員通常選挙に比例区から出馬し再選した。
2007年11月1日に期限失効したテロ対策特別措置法の後継法として国会に提出された新テロ特措法案には、テロ対策特別措置法に引き続き反対した。2008年1月10日、参議院外交防衛委員会で法案が否決され、参議院の本会議でも否決される見通しとなったので、与党が日本国憲法第59条に則り再可決を行う方針を示したことに対して「衆議院の再議決は、ここ50年間はなかったことだ」「与党の数の横暴であり、憲政史上最悪の汚点となる」と反対・批判した。
2008年、社会主義インターナショナル副議長に就任する。
2009年3月26日の参議院予算委員会で、北朝鮮のミサイル発射問題に関して弾道ミサイルが日本領内に落下した場合にこれを迎撃するとする日本政府の方針を批判した。外務大臣の中曽根弘文や防衛大臣の浜田靖一から理解を求める答弁がされたが、これに対しても福島は「当たらない場合は国益を侵害し、当たった場合でも単なる人工衛星だったらどうなるのか」と迎撃批判を続けた。

### 内閣府特命担当大臣

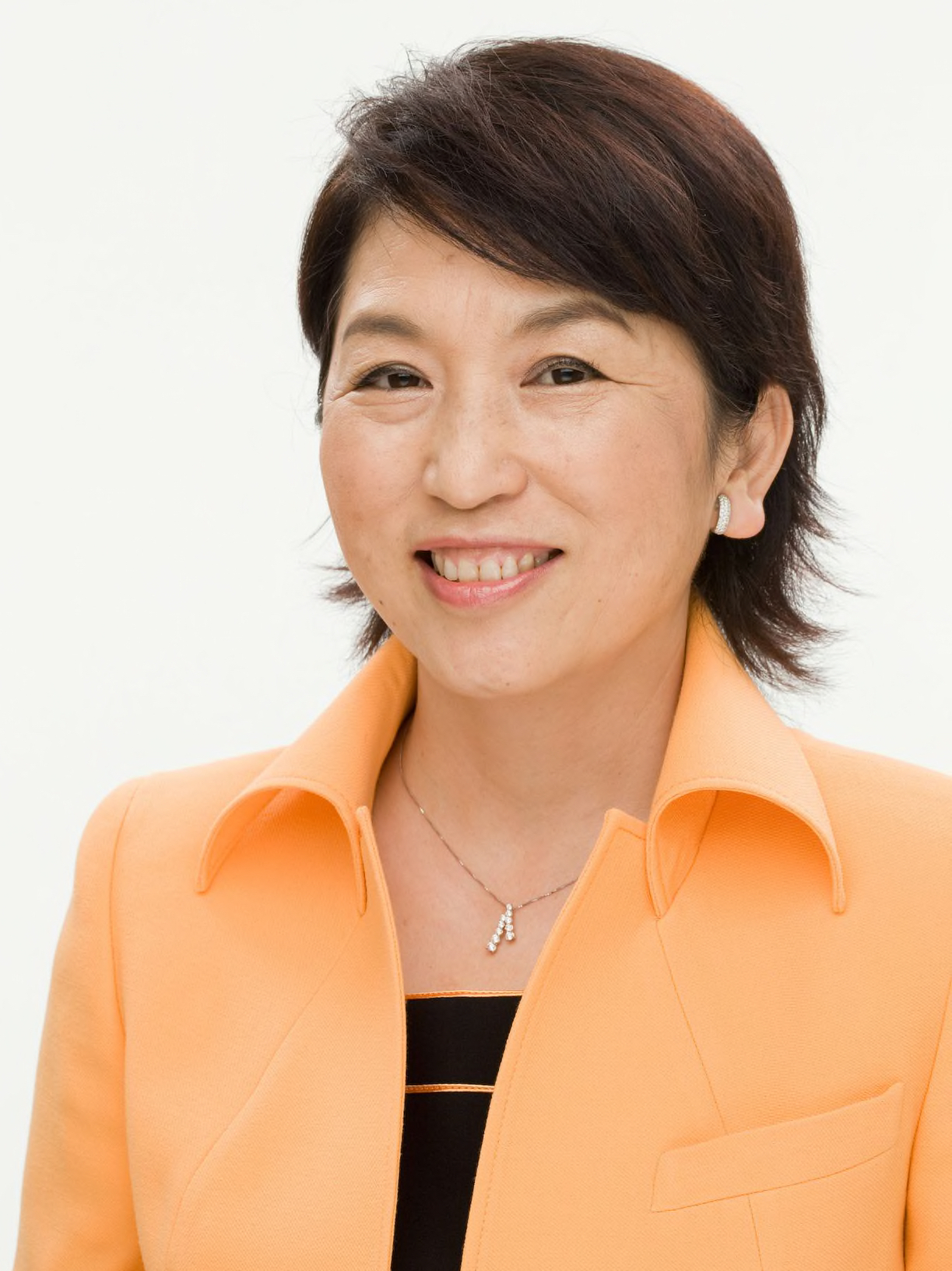
内閣官房内閣広報室が公開した肖像写真

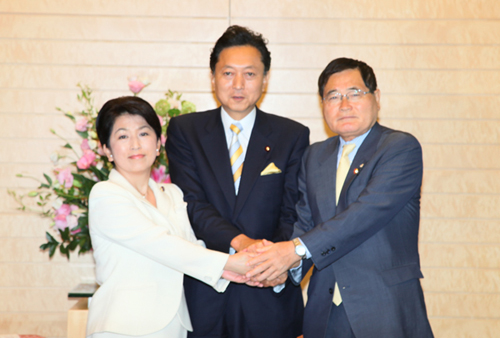
2009年9月16日、鳩山由紀夫内閣発足時に内閣総理大臣官邸にて鳩山由紀夫内閣総理大臣（民主党代表）（中央）、亀井静香国民新党代表（右）と

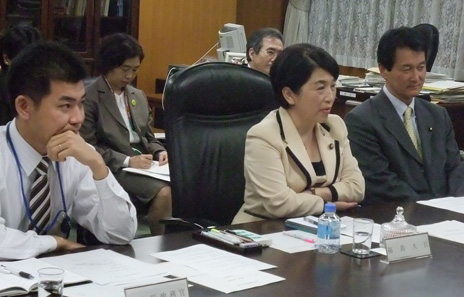
2009年12月7日、内閣府にて内閣府大臣政務官泉健太（左）、内閣府副大臣大島敦（右）と

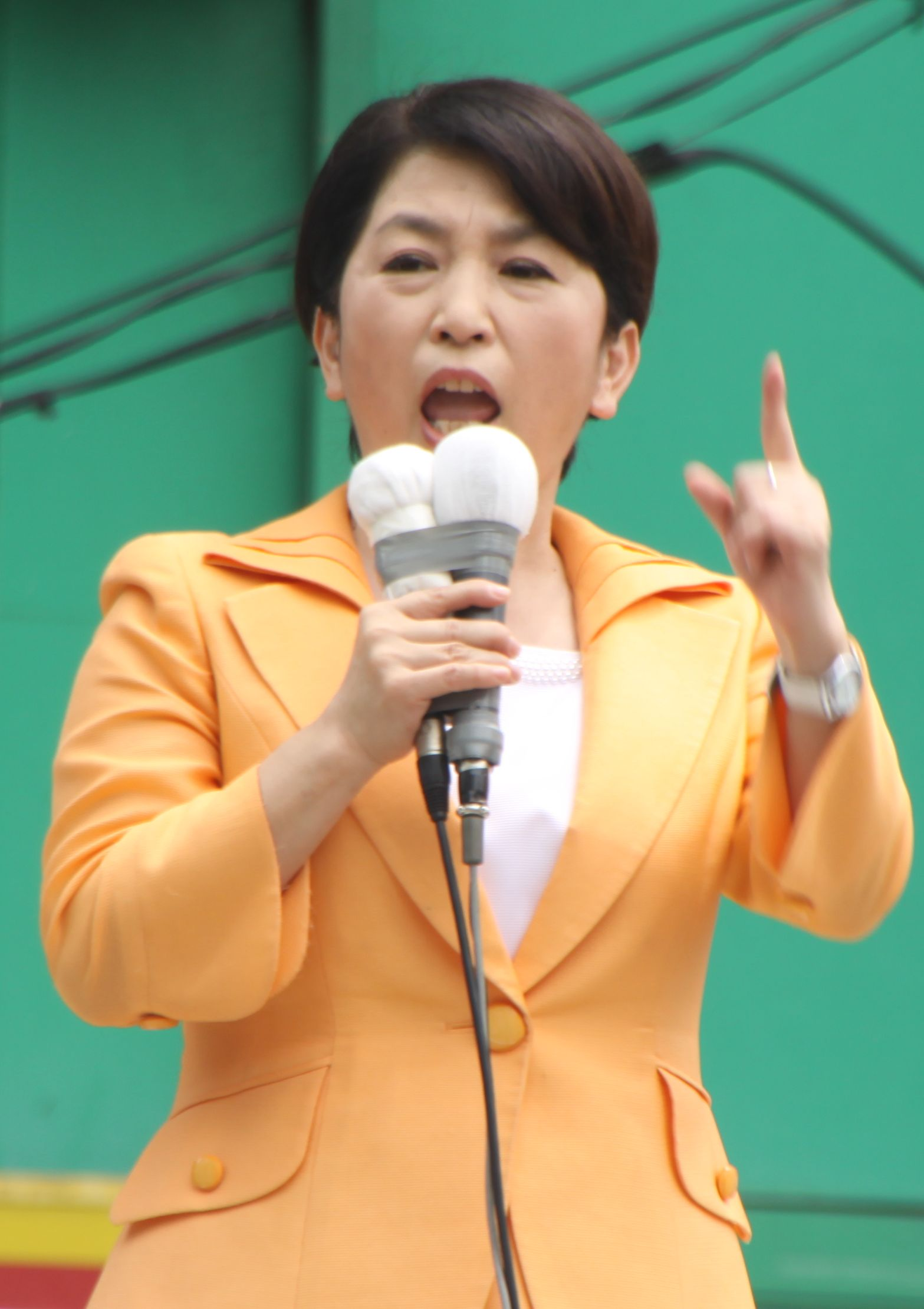
2010年6月24日、新宿駅東南口にて

2009年9月16日、社民党は、民主党、国民新党と連立して鳩山由紀夫内閣を発足させ、社民党は11年ぶりに与党に復帰する。自身は初入閣し、内閣府特命担当大臣（少子化対策担当）、内閣府特命担当大臣（男女共同参画担当）及び、鳩山由紀夫内閣で内閣府特命担当大臣（消費者担当）と内閣府特命担当大臣（食品安全担当）を統合して新設された内閣府特命担当大臣（消費者及び食品安全担当）に任命された。
しかし、普天間基地移設問題では一貫して沖縄県外、日本国外への移設を主張。2010年5月28日に辺野古地区への移設で日米が合意したためこれに反発し、閣議了解の書類に署名しないと宣言する。鳩山の説得にも応じなかったため、同日中に罷免された。日本国憲法下での閣僚の罷免は5例目で、政党の党首職にある閣僚の罷免は初めてであった。
2010年5月30日に開いた社民党全国幹事長会議で、最終的に連立を解消することを決定した。

### 社会民主党党首辞任後

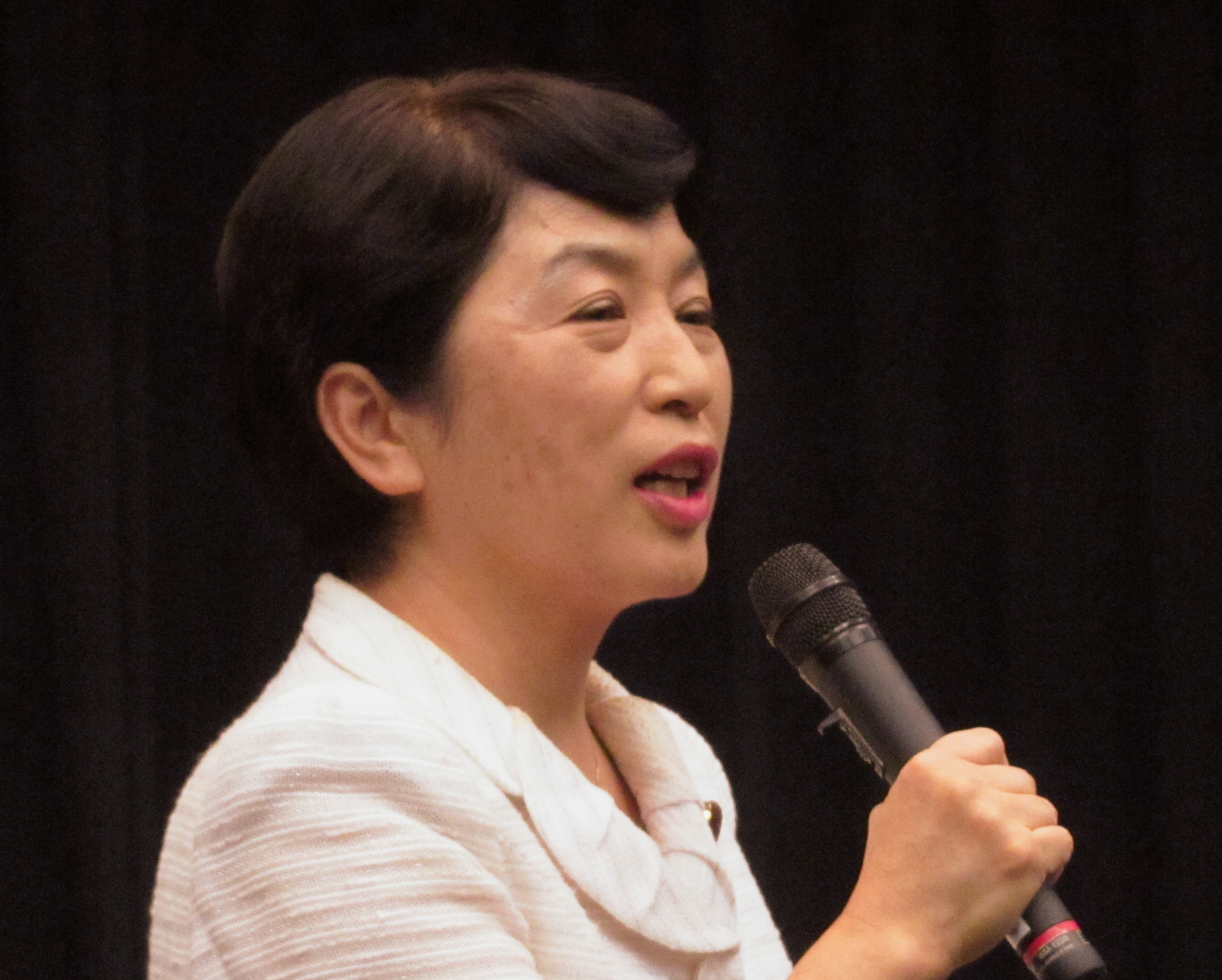
2014年9月19日撮影

2010年、第22回参議院議員通常選挙に比例区から出馬し再選。
2013年7月25日、前回第46回衆議院議員総選挙及び、第23回参議院議員通常選挙での敗北の責任を取り、2003年以来10年近く務めていた社民党党首を辞任した。党首辞任理由に選挙戦での敗北に伴う引責を掲げる一方で、兼任していた党の選挙対策の総責任者である社民党選挙対策委員長については留任する。辞任前の日本国会における、政党要件を満たす政党の党首の中では、山口那津男（公明党）や荒井広幸（新党改革）と共に、数少ない参議院議員であった。このため、衆議院通常国会で代表質問などを行うことはできず（参議院では行った）、この役目は社民党幹事長だった重野安正らが担った。
2013年11月1日、社民党副党首に就任する。
2016年の第24回参議院議員通常選挙に比例区から出馬し4選。同年7月26日、社民党と生活の党と山本太郎となかまたちの参議院統一会派「希望の会」の議員会長に就任した。

### 社会民主党党首に復帰
2020年2月22日告示の党首選に立候補したが他に立候補者がなく、同日の党大会において無投票で選出された。
同年11月14日、社民党は、東京都内で臨時党大会を開き、希望する党員・地方組織の立憲民主党への合流を認める議案を賛成多数で可決した。この決議に基づき国会議員4人のうち福島と任期中の離党を見送った照屋寛徳を除く2人が後日離党し、社民党所属議員は衆議院の照屋と参議院の福島、合計2名にまで減少した。福島は大会後の記者会見で「新たな人が加わってくれる魅力的な社民党をつくりたい」と述べ、党再建に取り組む考えを示した。
死刑廃止、ジェンダー平等、子育て支援などの活動を評価され、2021年6月23日、フランス政府から国家功労勲章シュヴァリエを授与された。
2022年1月14日告示の党首選に立候補したが他に立候補者がいなかったため、再選が無投票で決まった。3月の党大会で正式に承認された。
同年7月10日の第26回参議院議員通常選挙で、社民党は比例代表で1議席を獲得。福島は党内1番目の得票数（216,984票）により、5選。社民党は政党要件を維持した。
2023年2月8日、在職25年の「永年在職表彰」を受けた。野党の女性議員では1994年の土井たか子以来。

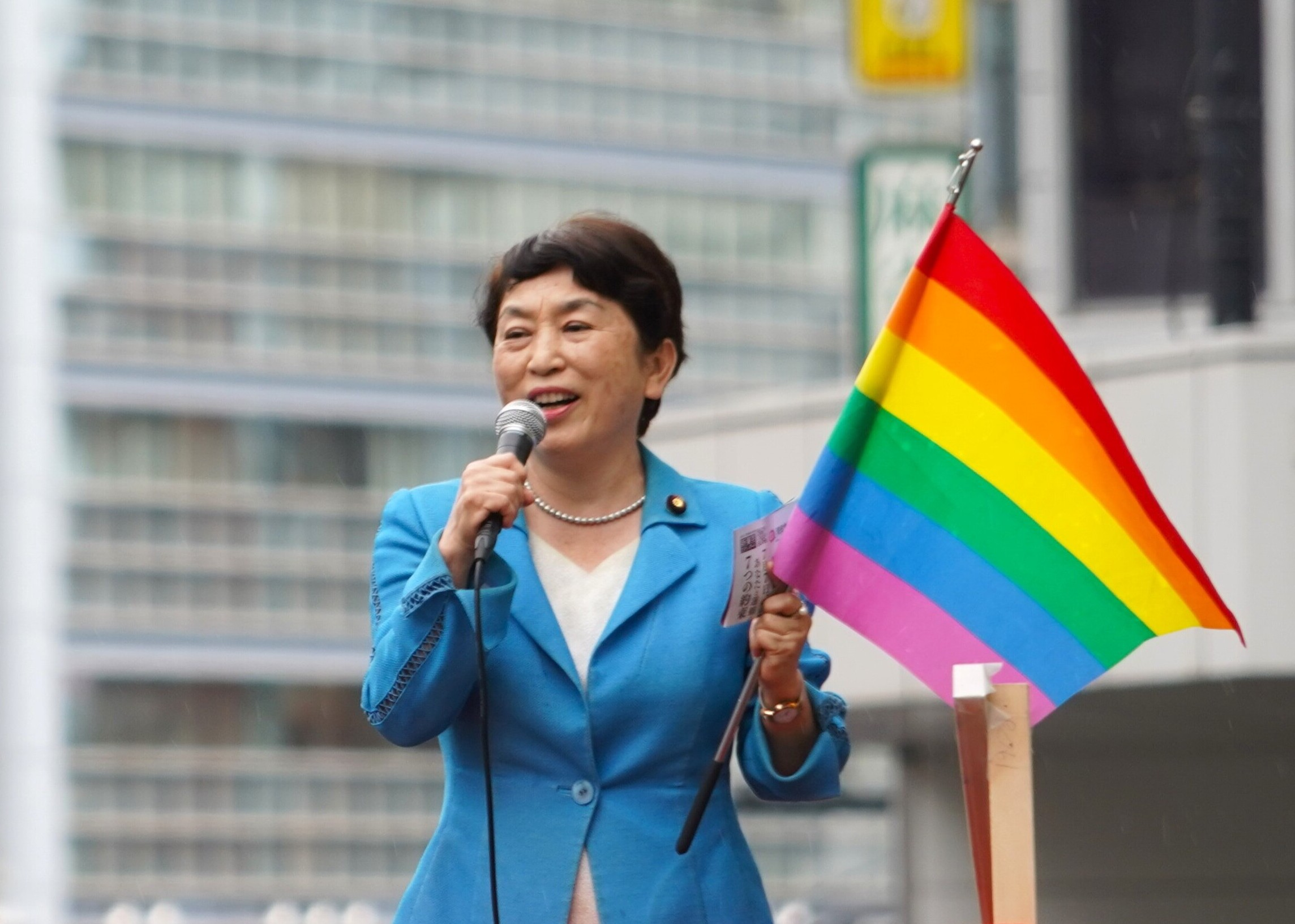
2024年6月30日撮影

2023年12月1日、党首選挙が告示され、福島が立候補。ほかに候補はおらず、3回連続無投票で当選した。2024年2月23日の党大会で正式に承認された。同年11月11日、参議院行政監視委員長に就任。

## 略歴
- 1955年12月24日 - 宮崎県延岡市に生まれる。
- 1968年 - 日南市立飫肥小学校卒業。
- 1971年 - 宮崎大学教育学部附属中学校卒業。
- 1974年 - 宮崎県立宮崎大宮高等学校卒業。
- 1980年 - 東京大学法学部を卒業。
- 1984年 - 司法試験に合格。
- 1985年 - 司法研修所に入所（39期）。同期の修習生には坂本堤、伊藤芳朗、菊地幸夫らがいる。
- 1987年 - 司法修習を修了し、弁護士登録。第二東京弁護士会所属。
- 1992年4月13日 - 慰安婦に対する賠償を日本政府に求めた裁判で元慰安婦原告金学順ら6人の代理人を務める。
- 1998年 - 社民党から参議院比例区で初当選（1期目）。
- 1999年 - 社民党神奈川県連合代表に就任。
- 2001年 - 社民党幹事長に就任。
- 2003年11月15日 - 社民党党首に就任。
- 2004年7月11日 - 第20回参議院議員通常選挙にて比例区で参議院議員に再選（2期目）。
- 2005年12月2日 - 無投票で社民党党首に再選（2期目）。
- 2007年12月22日 - 党大会において無投票で社民党党首に再選（3期目）。
- 2009年9月16日 - 鳩山内閣において内閣府特命担当大臣（消費者及び食品安全担当）、内閣府特命担当大臣（少子化対策担当）、内閣府特命担当大臣（男女共同参画担当）に就任。
- 2009年12月4日 ‐ 無投票で社民党党首に再選（4期目）。
- 2010年5月28日 - 普天間基地移設問題を巡り民主党と対立し、閣僚を罷免される。
- 2010年7月11日 - 第22回参議院議員通常選挙にて比例区で参議院議員に再選（3期目）。
- 2012年1月20日 - 無投票で社民党党首に再選（5期目）。
- 2013年7月25日 - 第23回参議院議員通常選挙での惨敗を理由に社民党党首を辞任。
- 2013年11月1日 - 全国代表者会議で副党首に選出。
- 2016年7月10日 - 第24回参議院議員通常選挙において再選。（4期目）社民党唯一の当選者であった。
- 2016年7月26日 - 社民党と生活の党と山本太郎となかまたちの参議院統一会派「希望の会」の議員会長に就任。
- 2020年2月22日 - 無投票で社民党党首に就任。
- 2022年7月10日 - 第26回参議院議員通常選挙において再選。（5期目）社民党唯一の当選者であった。
- 2024年11月11日 - 参議院行政監視委員長に就任。

## 人物・エピソード・活動
- 選挙や著書では、名前を平仮名にした「福島みずほ」表記を用いる。
- 旧統一教会関連団体である国際勝共連合から敵視されている。共産主義の亜種である「文化共産主義」の頭目であると同団体からみなされているからである[24]。
- 鳩山内閣における資産公開では、首相の鳩山に次いで2億4999万円（内、1億2265万円は事実婚で同世帯である弁護士・海渡雄一の定期預金を算入）の2位であった。資産の半分を占める定期預金は参院議員当選前（福島の弁護士登録は1987年で、参院議員当選は1998年）に弁護士として得た報酬としている[25]。
- 弁護士時代から慰安婦問題に積極的に取り組んでいる。アジア太平洋戦争韓国人犠牲者補償請求事件を担当した弁護士の一人であり、慰安婦問題については早期から、問題の周知に大きな役割を担った[26]。
- 1996年12月2日、「新しい歴史教科書をつくる会」の結成記者会見が開かれ、メンバーの西尾幹二は「この度、検定を通過した7社の中学教科書は、証拠不十分のまま従軍慰安婦の強制連行説をいっせいに採用した」との声明を発表し、文部大臣に対し記述削除を要求すると述べた[27][28][29]。同年12月18日、福島は田嶋陽子や加納実紀代、鈴木裕子らとともに『「新しい歴史教科書をつくる会」に抗議する女たちの緊急アピール』を発表[30][31]。さらに1997年3月20日に東京ウィメンズプラザで行われた抗議集会「歴史は消せない 女たちは黙らない」では、実行委員を吉武輝子や富山妙子らと務めた[32][33]。
- 2015年1月14日の在日本大韓民国民団新年会に出席し「慰安婦問題は性的暴力の問題、（外国人）地方参政権も含め、共生社会として作っていく」「統一地方選、来年の参院選、どうか手を貸してください」などと語った[34]。
- ハト派筆頭格の福島だが、タカ派筆頭格の自民党の中川昭一とは東京大学の同期生であり生前から面識があった。2009年10月の中川の葬儀に参列し「いつもすれ違う度に大学で同級生だったよね、と言ってくれた。立場は違ったが深いショックを受けている」と語った。
- 2014年4月21日、元行政刷新担当大臣の蓮舫や社会民主党党首の吉田忠智と連名で、第2次安倍内閣が目指す憲法解釈変更による集団的自衛権の行使容認を支持しないようアメリカ大統領のバラク・オバマに求める文書を在日米大使館に提出した。文書に賛同した19人は衆議院議員では民主党の篠原孝、生方幸夫 ・社民党の吉川元、参議院議員では民主党の蓮舫、小川敏夫、藤田幸久、相原久美子、有田芳生、石橋通宏、小西洋之、難波奨二、野田国義、大島九州男 、田城郁、徳永エリ、森本真治・社民党の吉田忠智、福島瑞穂、又市征治だった[35]。

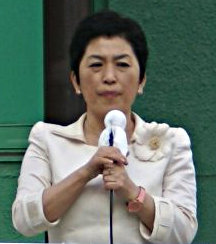
2007年6月10日、東京都新宿区での演説にて

- 北京オリンピックを支援する議員の会顧問、日朝国交正常化推進議員連盟顧問を務める。
- 2008年10月1日に社民党の近藤正道参議院議員と共に「申し入れ」として野田聖子消費者行政担当大臣にこんにゃくゼリーの製造・輸入・販売の即時禁止とマンナンライフへの責任追及と自主回収を要求した[36]。
- 東京オリンピックの招致に一貫して反対の立場を取っている。
- 自著・『産まない選択―子どもを持たない楽しさ』や『福島瑞穂の落第子育てノート』にて、女性は育児や出産など、子育てからの解放を唱えている。
- 弁護士時代から慰安婦問題に積極的に取り組んでいる。アジア太平洋戦争韓国人犠牲者補償請求事件を担当した弁護士の一人であり、慰安婦問題については早期から、問題の周知に大きな役割を担った[26] 。産経新聞の報道では高木健一らと共に韓国で賠償訴訟の原告となる元慰安婦を募集し[37]、慰安婦募集の強制性を認めた1993年（平成5年）8月の河野談話の根拠となった日本政府による韓国での元慰安婦16人の聞き取り調査にオブザーバー参加したとされている[38]。
- 公共事業チェック議員の会入会、2003年の静岡空港建設反対の国会議員署名活動で署名者に加わるなど、公共事業を抑制すべきという立場をとっている[39][40][41][42][43]。
- 「百万人署名運動」の呼びかけ人を務めている[44]。
- 「共謀罪に反対する超党派国会議員と市民の集い」で呼びかけ人を務めた[45]。
- 1999年6月8日、参議院法務委員会にて平野貞夫参議院議員は、同年5月22日に福島が保坂展人と共に組織的犯罪対策立法に反対する全国ネットワークが主催する『組対法三法を廃案に 五・二二全国集会』に参加したと述べた[46]。
- 1999年8月、参議院本会議の国旗・国歌法に反対した。
- 2006年4月26日に東京・永田町の参議院議員会館で行われた「共謀罪に反対する超党派国会議員と市民の緊急院内集会」で呼びかけ人を務めた[47][48]。
- 2009年12月11日、サブカルチャーの殿堂として知られるライブハウス・新宿ロフトプラスワンにて開催されたトークライブ（司会：早野透）にて、上杉隆・鈴木宗男（新党大地代表）・筆坂秀世（元日本共産党政策委員長）らと同席して出席した[49]。
- 2010年5月12日、日比谷野外音楽堂にて開催された、従来より弁護士として長く再審請求の弁護人を務めている狭山事件の再審を求める市民集会[50] に出席・登壇した。この事件の被告人である石川一雄が被差別部落の出身であることから再審請求を部落解放同盟が支援しているため、当日も公安警察が会場の周囲を取り囲んでいたが、それのみならず現職の国務大臣である福島が出席・登壇するということで警視庁の大臣警護のSPが壇上にも展開した。
- 2010年5月16日、自身の出身である宮崎県で発生した口蹄疫に際し、担当大臣（消費者及び食品安全）として現地入りした[51]。
- 2010年8月19日、日韓併合100年を契機に「植民地支配過程で被害にあった韓国人とその子孫たちに対して日本政府の十分な賠償を促す」ことを目的とした「韓日過去史の解決と未来に向けた平和議員会議」に民主党の斎藤勁、石毛鍈子両衆院議員、福島ら民主、社民、共産3党など左派・リベラル色の強い衆参両議員14人が参加。韓国の国会議員らとともに日本による韓国併合の違法性、戦後補償と慰安婦問題、在日韓国人の地方参政権問題などの解決方法について議論した[52][53]。その議論で福島は「私自身は1990年代、戦後補償の裁判をやった弁護士の一人。菅首相の談話は不十分とはいえ、併合100年の節目に出されたことは高く評価したい。ともに解決できるところを解決していきたい。」と総括した[54]。
- 日中国会議員書画展へ書画を提供している[55]。
- 高江ヘリパッド移設工事現場にいく際に、沖縄防衛局職員に全治2週間の怪我を負わせた暴行容疑の疑いで逮捕された住所・職業不詳の活動家で、男組所属であった添田充啓と行動をともにしていた[56]。
- 2020年11月14日の社民党臨時党大会での社民党分裂の際には　立憲民主党への合流に反対する福島が「（社民党で）総選挙勝利を実現したい」とあいさつすると、沖縄2区出身の衆院議員照屋寛徳は「心底むなしい、悲しい」「総選挙を勝利するというなら、あなたが衆院にくら替えして立候補しなさい」と参院比例代表の社民党議員当選確定一枠で自分のみ安全に当選を重ねてきた福島に衆院へのくら替え要求を突き付けた。「あなたが2003年に党首になって、10年間で全国の社会党、社民党の党員の皆さん、先輩方が築いた遺産をすべて食いつぶした」と述べ、党首の福島を公然と批判した[3][4][5]。これに対し、福島は答弁で「私のみが社民党を食いつぶしてきたと言われるのは極めて残念だ」と反論。ただ、くら替えについては「社民党を再生するために頑張って恩返ししたい」と述べるにとどめた[57]。照屋はかねてから福島の党運営に批判的で、社民党には残るものの、関係者は「照屋氏は党に籍を置くだけで、福島氏と仲良くやっていけるわけがない」と冷ややかな態度を示した[58]。
- 2021年7月1日の中国共産党の結党100周年記念に対し、祝電を送った[59]。
- 立憲民主党所属で参議院議員の石川大我はかつて福島の秘書をしていた。
- 2022年2月10日、咳の症状が出たため、医療機関でPCR検査を受けたところ、新型コロナウイルス陽性が確認された[60]。
- 立憲民主党の水岡俊一の妻は高校の先輩
- 後援会の銀行口座はみずほ銀行にて開設している[61]。
- 福島について新垣邦男は「非常に元気すぎる」「裏でも元気すぎて裏がないんじゃないかな」とのこと。[20]
- 2023年4月6日の参院法務委員会において、立憲民主党と社民党との共同会派で裁判所職員定員法改正に反対する決定をしていたにもかかわらず、同会派の牧山弘恵、石川大我とともに改正案の採決に賛成した。7日に行われた参院本会議の採決では3人とも棄権した[62]。

＊本人の行動ではないが、永年在職議員表彰式に夫の海渡雄一が出席、娘と３人で記念撮影した。女性国会議員の夫の出席も、内縁の配偶者の出席も国内初である。

## 政策・主張

### 憲法
- 憲法改正について、2016年の朝日新聞社、2022年のNHKのアンケートで「反対」と回答[63][64]。

- 9条改憲について、2016年の毎日新聞社のアンケートで「反対」と回答[65]。9条への自衛隊の明記について、2022年のNHKのアンケートで「反対」と回答[64]。

- 憲法を改正し緊急事態条項を設けることについて、2022年のNHKのアンケートで「反対」と回答[64]。
- 鳩山内閣の少子化・消費者担当相の在任中には、連立政権に参加していた福島及び社民党が自衛隊についてどのような見解を持つか問われた。2010年3月2日には、2006年に社民党が出した自衛隊を「違憲状態」とする社民党宣言について、「全党員で議論をしたが、自衛隊が違憲か合憲かの結論を出していない」と答弁している[66]。3月12日には自由民主党の佐藤正久より、自衛隊が合憲であるかという質問を受けた。福島は一旦は「閣僚としての意見は控える。社民党党首ですから」と述べて答弁を拒否した。その後「社民党の方針は変わらない。内閣の一員としては内閣の方針に従う。自衛隊は違憲ではない」と答弁し、「閣僚」としては合憲であるが、社民党の方針自体は変わらないとした[67]。

### 外交・安全保障
- 「他国からの攻撃が予想される場合には先制攻撃もためらうべきではない」との問題提起に対し、2016年のアンケートで「反対」と回答[63]。

- 敵基地攻撃能力を持つことについて、2022年のNHKのアンケートで「反対」と回答[64]。

- 「北朝鮮に対しては対話よりも圧力を優先すべきだ」との問題提起に対し、2016年のアンケートで「反対」と回答[63]。

- 安全保障関連法の成立について、2016年の毎日新聞社のアンケートで「廃止すべき」と回答[65]。

- 普天間基地の移設問題について、2016年の毎日新聞社のアンケートで「国外に移設すべき」と回答[65]。普天間基地の辺野古移設について、2022年の毎日新聞社のアンケートで「反対」と回答[68]

- ロシアは2022年2月24日、ウクライナへの全面的な軍事侵攻を開始した[69]。日本政府が行ったロシアに対する制裁措置についてどう考えるかとの問いに対し、2022年のNHKのアンケートで回答しなかった[64]。同年の毎日新聞社のアンケートで「今の制裁で妥当だ」と回答[68]。

- 2022年6月7日、政府は経済財政運営の指針「骨太方針」を閣議決定した。NATO加盟国が国防費の目標としている「GDP比2％以上」が例示され、防衛力を5年以内に抜本的に強化する方針が明記された[70]。「防衛費を今後どうしていくべきだと考えるか」との問いに対し、2022年のNHKのアンケートで「大幅に減らすべき」と回答[64]。

- 徴用工訴訟問題や慰安婦問題などをめぐり日韓の対立が続くなか、関係改善についてどう考えるかとの問いに対し、2022年の毎日新聞社のアンケートで「日本政府がより譲歩すべきだ」と回答[68]。

### ジェンダー
- 選択的夫婦別姓制度の導入について、2016年、2022年のアンケートで「賛成」と回答[63][64]。一部の保守系議員に選択的夫婦別姓への慎重論があることについては「丁寧に話せばわかってくれる人は多いと思う」と述べている[71]。

- 同性婚を可能とする法改正について、2016年、2022年のアンケートで「賛成」と回答[63][64]。

- クオータ制の導入について、2016年、2022年のアンケートで「賛成」と回答[63][64]。

### その他
- 永住外国人への地方参政権付与について、2016年のアンケートで「賛成」と回答[63]。

- 首相の靖国神社参拝について、2016年のアンケートで「反対」と回答[63]。

- 「治安を守るためにプライバシーや個人の権利が制約されるのは当然だ」との問題提起に対し、2016年のアンケートで「反対」と回答[63]。

- 「原子力発電所は日本に必要だと思うか」との問いに対し、2016年の毎日新聞社のアンケートで「必要ない」と回答[65]。

- 2016年の米国大統領選挙について「ドナルド・トランプとヒラリー・クリントンのどちらを支持するか」との問いに対し、2016年の毎日新聞社のアンケートで「クリントン」と回答[65]。

- 国会議員の被選挙権年齢の引き下げについて、2022年の毎日新聞社のアンケートで「賛成」と回答[68]。

- 女性の権利擁護・拡大に積極的である一方、自民党や公明党などが推し進める児童ポルノ法の改正案（創作物も取り締まり対象に含め、単純所持も禁止とする）や漫画やアニメの規制に関しては、検閲など恣意的な運用がなされる恐れがあるなどとして慎重であった[72][73][74]。しかし、2020年以降はたびたび、児童ポルノ禁止法による創作物規制を求める請願の紹介議員となっている[75][76][77]。

- 非嫡出子の相続に関する現行民法の規定（900条）についても改正する必要があると述べている[71]。

- 非嫡出子の相続差別を問題視し、撤廃を主張している。「結婚した後にも出会いはあり、人を好きになるときに「未婚」「既婚」の区別はない。」[78]、「非嫡出子差別は、親のライフスタイルについての自己決定権や幸福追求権を侵害するものでないのか」[79]、「私は自分の考えで、娘を婚外子にし、婚外子差別をなくそうとしてきた」[80] と述べている。
- 2008年10月1日、「こんにゃくゼリーによる窒息死事故に関する緊急申し入れ」を行い[81]、こんにゃくゼリーの製造・輸入・販売の即時禁止を主張した。

- 死刑廃止を推進する議員連盟に所属し、死刑制度に反対しており、2009年1月29日、4人（ドラム缶女性焼殺事件2人、長野・愛知4連続強盗殺人事件、北九州母娘殺傷事件）の死刑囚に死刑が執行された[82] ことを受けて、「人道と社会正義に反する」と主張し、「強く抗議」している[83]。

- 2000年、戦時性的強制被害者問題の解決の促進に関する法律案を岡崎トミ子らと共に提案した。

- 受動喫煙防止を目的に飲食店などの建物内を原則禁煙とする健康増進法改正に賛成。2016年の参院選に先駆けて行われた受動喫煙防止についての公開アンケートにおいて、レストランやバーを含む一般市民が出入りする場所は、2020年までに「罰則付きの禁煙とするべきである」と回答している[84]。

- 自民党と希望の党との大連立構想を警戒していた[要出典]。

## 発言
- 2001年11月15日の参議院予算委員会における自衛隊インド洋派遣の質疑で、中谷元防衛庁長官に対し「よくわからないんですね。そこ（アラビア海）でB-52が、実際に艦船から飛び立ち、攻撃をするわけです。直接に攻撃をするわけです。ですから、そこは相手方から見て十分攻撃される場所ですから、アメリカは戦闘地域と考えているわけです。日本がいつまでも、日本は戦闘地域と考えないと日本だけが言って、だから自衛隊は行けるのだとすることは極めて問題だと思います」と述べた。B52は地上基地をベースとして活動するもので、艦船を基地として活動することはない[85]。
- 2005年の第44回衆議院議員総選挙で自民党が大勝した前後において、「郵政よりも大切な問題がある」「国民は全ての問題で自民党を支持したわけではない」との旨の、国民は「郵政民営化」についての限定的な政策について、自民党を支持したとする意見を表明した[86]。
- 自民党内において新総裁・新内閣が誕生した際に記者会見や党・個人のHPにおいて「極めて古い自民党内閣」「いくら総裁が代わっても政権が変わらなければ意味はない」との旨の意見を発表したことがある[87]。福田康夫内閣発足の際は「民意を得ていない」と批判した。安倍内閣については「僕ちゃんの投げ出し内閣」[88]、またその政治手法について「僕ちゃんの僕ちゃんによる僕ちゃんのための政治」[89] と形容した。福田康夫内閣については「国民投げ捨て内閣」[90] と評した。また麻生太郎首相を「国民の苦しみから最も対極にいる雲の上首相」と批判した[91]。
- 自身の政党観について2005年8月21日付けの自身のブログ福島みずほのどきどき日記 にて、「自民党と民主党はカレーライスかライスカレーかの違いでしかなく、私たちの社民党はオムライスであり、カレーライスでもライスカレーでもないのだ」と語っている。しかし一方で、2004年7月8日、札幌市内における記者会見では「自民党への批判票が 民主党に流れるのを止めたい。地方の民主党の人たちは有事立法に反対と言っており、なぜ、社民党に来ないのかと不思議に思う。民主党（の表皮）をはげば考え方は社民党だ。何としても、これをはぎたい」と語っていた[92]。
- 2008年11月19日、元厚生事務次官宅連続襲撃事件について事件発生後の会見で、行為を肯定するものではないとしながらも、「ここまで追い詰めた政府の責任は厳然と存在する」と述べた。
- 入閣後の2009年12月3日、普天間基地移設問題について、「もしも、辺野古の沿岸部に海上基地をつくるという決定をこの（鳩山）内閣が行った場合には、社民党としても私としても、重大な決意をしなければならない」と述べ、辺野古への移設が決まった場合の連立政権離脱を示唆した[93]。
- 2009年、内田樹との対談の中で、「（自民党中心の）日本の政治は何かの法律が成立したり、在日米軍基地の条約ができるとそれをお土産のようにアメリカに報告しに行く。その姿は全く属国にしか見えない」と述べている。自民党に対しては「自民党は愛国心が足りない、自民党は『売国奴だ』（親米保守を批判した文脈で）」「（自民党と比較して）私の方がよほど愛国者だと思っている。」という批判を行っている[94]。
- 2010年1月12日、東京都内で開かれた、在日本大韓民国民団（民団）中央本部の新年会で、「社民党も先頭に立って（永住外国人に地方参政権（選挙権）を付与する法案を）一緒に成立させたい」と発言した[95][96]。
- 同年4月17日、石原慎太郎が外国人参政権に関して「与党の党首や幹部は帰化した人の子孫が多い」と発言したことに対し、与党3党の内、国民新党の党首である亀井静香が外国人参政権に反対していることから、外国人参政権に賛成である福島はこれを自身への発言だったとして同4月19日の記者会見において帰化した朝鮮人ではないと否定し、名誉毀損だとして発言の撤回を求めた[97][98]。これに対し在日韓国人の辛淑玉は、一緒に闘ってきたはずの仲間（福島）から「あなたたちと私は別」と差別されたように感じたと語っている[99]。
- 5月28日、普天間基地を辺野古へ移設するとした政府方針への署名を拒否し、大臣を罷免された。後の記者会見では「社民党、私は沖縄を裏切ることはできない。沖縄の人たちにこれ以上の負担を押し付けることに加担できない。署名はできない」と述べた。また「私を罷免することは、沖縄を切り捨てることだ。国民を裏切ることだ」と指摘した[100]。同30日、政権離脱を決定し、その理由として「辺野古の沖に造らないということを国民の皆さん、沖縄の皆さんに約束してきた社民党としては、自分たちの言葉に責任を持つ政治をしっかりやっていかなければならないと考えた」と述べた[101]。
- 11月1日、尖閣諸島中国漁船衝突事件で海上保安庁が撮影したビデオ映像を視聴した後、「車が道路でちょっとコツンとぶつかるような、あてて逃げるという映像だ。（挑発行為は）離れてるし、分からなかった。反日デモがエスカレートしている状況だ。国民に公開することは慎重であるべき」との考えを示した[102]。
- 2012年11月2日、参議院緊急質問において「復興予算が被災地以外で使われていることに、被災者が激怒しています。当然です」と発言。公費助成の根拠法である東日本大震災復興基本法（2011年6月施行）[103] は、東日本大震災からの復興の円滑かつ迅速な推進と活力ある日本の再生を図ることを目的とする（法1条）と明記しており、いわゆる復興予算が震災からの復興だけに使われる物ではないことが示され、社民党も賛成し可決成立した。その後、2011年6月から当該発言のあった同年11月にかけて、公的助成制度を活用した社民党本部の耐震診断費用850万円のうち約280万円が復興予算から出ていたことが明らかになり、又市征治幹事長は「復興予算から出ていたことは後から知った。法的には問題ないが復興予算とは別建てであるべきだ」として、復興予算相当分の280万円を被災地に寄付することを表明した[104]。
- 橋下徹が端を発した慰安婦の問題に対して、2013年5月14日に社民党党首として当時の日本維新の会代表・橋下徹の従軍「慰安婦」必要発言についての談話を表明した。その中で福島は、以下のように語り、強く反発している。

- 2019年5月6日、twitterにて「参議院の内閣委員会で、ドローン規制改悪法案が議論をされる。ドローンは大変大きな役割を果たしてきた。米軍基地のフェンスを越えて、高江や辺野古がどうなっているのか映像が撮れたのである。これをできないようにしている。全くおかしい。」と発信[106]。
- 2019年3月12日、成田国際空港の機能強化をめぐり、社民党の呼びかけで設けられた国土交通省・成田国際空港株式会社と住民団体[注釈 1]の話し合いの場に同席し、「住民は生活がどうなるか不安がある。懸念や心配を受け止め政策の見直しなどをしてほしい」と呼びかけた[107]。福島は、団結小屋に対する成田新法適用に反対する1989年11月に出された共同アピールに賛同・呼びかけ人として名を連ねている[108]。
- 2022年7月10日、ニコニコ生放送で行われた参議院選挙の開票特番において、2日前に発生した安倍晋三銃撃事件について「あらゆる暴力に反対」「心から哀悼の意を表したい」としたうえで、「統一教会との関係も言われている」と発言。統一教会が自民党に影響力を持っているのであれば、それが自民党の男女差別的な政策の原因になっている可能性があり、明らかにすべきとの発言をした。しかし、放送時点では銃撃事件と統一教会との関連性について裏取りされた報道がされていなかったことから、司会の三浦瑠麗に「仮にテロ組織によるものだった時に、特定の民族や宗教に責任をかぶせると、そこに対する攻撃が誘発されてしまう可能性があるので、我々としては慎重を喫したい」と、たしなめられる場面があった[109]。

## 新宗連との関係
『宗教問題』編集長小川寛大によると2019年8月14日、東京都千代田区の千鳥ヶ淵戦没者墓苑にて立正佼成会や崇教真光、PL教団などでつくる新宗連主催の「平和祈願式典」に参加した。そこでは「南無妙法蓮華経、南無妙法蓮華経……」の大合唱が行われた。

## 議員連盟
- 世界連邦日本国会委員会[112]
- 政治分野における女性の参画と活躍を推進する議員連盟（会長代行）[113]
- 国際基準のタバコ対策を推進する議員連盟（副会長）[114]
- 死刑廃止を推進する議員連盟 （副会長）
- 日中友好議員連盟（副会長）[115]
- 日韓議員連盟[116]
- 犬猫の殺処分ゼロをめざす動物愛護議員連盟
- 国際連帯税創設を求める議員連盟
- アイヌ政策を推進する議員の会

## 家族・親族
- 弁護士の海渡雄一と事実婚の関係にある。婚姻届を提出しておらず娘が非嫡出子となっており、非嫡出子の相続差別に反対している。
- 海渡との間に生まれた一人娘である海渡双葉[117]は現在弁護士として活動。
- 「家族の中でも個人ひとりひとりを尊重する主義を持って」いる[118]。著書では「私は、子供が18歳になったら“家族解散式”というのをやろうと思っていて、それ以降は、パートナーと子供ともスープのさめない距離に住んで、名実共に個人単位で暮らしていきたいなと思っている。家族だって、ひとつの定義にすぎない。家族も個人のネットワークなんだ。」[119]「子どもが18歳になれば、『ご勝手に』と言いたい。365日、24時間、他人の干渉なしに生きて、自分でも白紙の人生をどう生きるか考えたらいいし、私もそうしたい。私の場合は、子どものごはんや休みのいろんなやりくりをする ことから『解放』されたいのだ。バンザーイ」[120] と述べている。

## デマ被害
インターネット上のデマ「福島瑞穂の迷言」
2003年7月19日の2ちゃんねるの書き込みを発端として、拳銃規制派である福島に対して流されたインターネット上のデマ。「テレビ番組『朝まで生テレビ!』で、警察官の拳銃使用について『絶対反対』『凶悪犯と言えども警察官は丸腰で逮捕に向かうべき』」などと発言したというもので、インターネット上の有志によって検証されたが、過去の放送においても該当する発言は確認されることはなかった。

叩かれやすい理由について
在日コリアン3世の辛淑玉は、自身について、「朝鮮人であるだけでなく、女であることはそんなに叩かれやすいのか」と述べており、辻元清美と福島瑞穂も、辛と同様であると述べている。

## 著作

### 単著
- 『夫婦別姓はいかが』〈ピースネットブック ; 2〉、ピースネット企画、1989年8月1日。
- 1990年6月 『男たちの誤算』径書房、ISBN 4770500858
- 1990年8月 『福島瑞穂の時代探検 弁護士の眼で見た女と男の関係学』明石書店、ISBN 4750303232
- 1990年8月 『セクシュアル・ハラスメント撃退マニュアル』日本評論社、ISBN 4535578885 - セクシャルハラスメント
- 1991年7月 『ラブ・チャイルド 婚外子差別を超えて』亜紀書房、ISBN 4750591130
- 『結婚と家族 : 新しい関係に向けて』〈岩波新書〉、岩波書店、1992年1月21日。ISBN 4004302072。
- 1992年7月 『産まない選択 子供を持たない楽しさ』亜紀書房、ISBN 4750592080
- 1994年3月 『出すぎた杭は打たれない 福島瑞穂対談集』NTT出版、ISBN 4871882810
- 1995年2月 『もっと「男を磨いて!」 セクシャルハラスメント・家族法について　開かれた人間関係をめざして 講演録』自由人権協会、ISBN 4915723127
- 1995年12月 『結婚はバクチである 本当のパートナーシップを育てるために』大和書房、ISBN 4479780297
- 1996年6月 『福島瑞穂の落第子育てノート』主婦の友社、ISBN 407218845X
- 1996年12月 『どうなる?夫婦別姓』自由国民社、ISBN 4426487005
- 1997年4月 『福島瑞穂の夫婦別姓セミナー これからの「家族のカタチ」を考える』自由国民社、ISBN 4426487013 - 『どうなる?夫婦別姓』（1996年）改題
- 1997年4月 『福島瑞穂の「別れるかも」』婦人生活社、ISBN 4574701102
- 1997年7月 『裁判の女性学 女性の裁かれかた』有斐閣、ISBN 464118285X
- 1997年7月 『弁護士が見つめた揺れる女たち 男と女・結婚・家族・仕事』海竜社、ISBN 4759305114
- 1998年6月 『福島瑞穂的弁護士生活ノート』自由国民社、ISBN 4426487021
- 1998年9月 『セクシュアル・ハラスメント』有斐閣、ISBN 464128007X
- 2001年1月 『福島瑞穂の新世紀対談 おもしろく生き抜いてみよう』明石書店、ISBN 4750313637
- 2001年2月 『トクする結婚。ソンする結婚。ふたりで楽しく人生を分かち合う方法』大和書房、ISBN 4479780718
- 2001年9月 『使いこなそう! ドメスティック・バイオレンス防止法』明石書店、ISBN 4750314641
- 2001年10月 『あれも家族これも家族　個を大事にする社会へ』岩波書店、ISBN 4000220047
- 2003年6月 『福島瑞穂のいま会いたいいま話をしたい 暗い時代を楽しく生きる元気が出るビタミン本!』明石書店、ISBN 4750317500
- 2003年10月 『福島みずほの刑務所の話』現代人文社、ISBN 4877981756
- 2004年5月 『女性が政治家になって何が変わるか 市民派の政治論』明石書店、ISBN 4750319074
- 2004年6月 『福島みずほの日本再生　生きにくいぞニッポン!!』ロゼッタストーン、ISBN 4947767006
- 2006年5月 『憲法は誰のもの』明石書店、ISBN 4750323349
- 2007年6月 『憲法学校 “憲法と私”を考える集中授業』明石書店、ISBN 4750325686
- 2007年6月 『憲法を手に格差と戦争をくいとめよう 福島みずほ対談集』明石書店、ISBN 4750325805
対談者（掲載順）: 山田太一、森達也、岡留安則、浅野健一、中森明夫、倉田真由美、荻原博子、大内裕和、早房長治、重松清、雨宮処凛、やなせたかし、愛敬浩二、神野直彦、粟屋憲太郎、杉浦ひとみ、村尾信尚、鎌田實、藤田和芳、川田龍平、星川淳、金子哲夫、宮本太郎
- 2007年12月 『格差社会を変える あたりまえに働きたい!安心して暮らしたい!』明石書店、ISBN 4750326968
- 2009年6月 『娘たちへ 〜母から娘に伝える人生に大切な80の知恵〜』岩崎書店、ISBN 4265801862
- 2011年5月 『迷走政権との闘い』アスキー・メディアワークス、ISBN 4048705792

### 共著
- 1989年9月 『楽しくやろう夫婦別姓 これからの結婚必携』明石書店、ISBN 4750302686
- 1990年7月 『買う男・買わない男』（共著者・中野理恵）、現代書館/新装版（1995年3月）、ISBN 4768455786
- 1991年7月 『うちの会社にかぎって コミックで考えるS.H.（セクシュアル・ハラスメント）』（共著者・うしおゆうこ）、第三書館、ISBN 4807491091
- 1993年8月 『夫婦別姓 家族をここからかえる』（共著者・千葉景子）、日本社会党機関紙局、ISBN 4930886651
- 1994年6月 『若い女性の法律ガイド』（共著者・大谷恭子）、有斐閣、ISBN 4641026998/復刊、ISBN 4641027323/第三版、ISBN 4641027536
- 1994年9月 『日本の家族を考える 女・男・家族のゆくえ』（共編者・吉武輝子ほか）、ミネルヴァ書房、ISBN 462302458X
- 1995年3月 『愛の処方せん 身の上相談読本』（共著者・橋本治）、毎日新聞社、ISBN 4620310387
- 1995年5月 『子育てノート いつも父親、ときに母親』（共著者・林望）、徳間書店、ISBN 419860293X
- 1996年4月 『破防法とオウム真理教』（共著者・滝本太郎）、岩波書店、ISBN 4000033387 - 破壊活動防止法、オウム真理教
- 1996年6月 『非婚の母（シングルマザー）志願』（著者水上洋子）角川書店、ISBN 404883441X
- 1999年10月 『ビデオで女性学 映画のなかの女性を読む』（共著者・井上輝子、木村榮、西山千恵子、細谷実）、有斐閣、ISBN 4641086400
- 2000年9月 『「憲法大好き」宣言』（共著者・佐高信）、社会思想社、ISBN 4390604368
- 2004年3月 『神は「憲法」に宿りたまう』（共著者・佐高信）、七つ森書館、ISBN 482280478X
- 2005年3月 『みんなの憲法二四条』（編集）明石書店、ISBN 4750321109 - 日本国憲法第24条
- 2006年6月 『あたらしい教科書〈5〉結婚』（共著者・板本洋子、岩下宣子、中山庸子）、プチグラパブリッシング、ISBN 490326730X
- 2007年5月 『本当に憲法改正まで行くつもりですか?』（共著者・山口二郎、倉田真由美）、実務教育出版、ISBN 4788926202 - 憲法改正問題
- 2007年6月 『ワーキングプアの反撃』（共著者: 雨宮処凛）、七つ森書館、ISBN 4822807452 - ワーキングプア
- 2009年4月 『反貧困と派遣切り 派遣村がめざすもの』（共著者: 湯浅誠）、七つ森書館、ISBN 4822809870
- 2011年9月 『未来への提言―福島みずほ対談集』（共著者: 鎌田慧、田中優、鎌仲ひとみ、浜矩子、内田樹、佐藤優、西山太吉、田中優子、田辺聖子、やなせたかし、湯浅誠）、論創社、ISBN 4846010759
- 2011年12月 『12歳のきみに語る憲法』（共著者: 雨宮処凛、稲葉剛、森達也、大谷恭子、伊勢崎賢治、山内徳信、斎藤貴男）、岩崎書店、ISBN 4265802044
- 2012年11月 『脱原発を実現する 政治と司法を変える意志』（共著者: 海渡雄一）、明石書店、ISBN 4750337064
- 2013年12月 『特定秘密保護法案と日本版NSC』（共著者: 佐藤優）、株式会社金曜日、ASIN B00H6W56EA
- 2015年9月 『戦争を通すな!』（共著者: 鈴木邦男）、七つ森書館、ISBN 4822815420
- 2015年12月 『「意地悪」化する日本』（共著者: 内田樹）、岩波書店、ISBN 4000610988
- 2019年10月 『生きづらさに立ち向かう』（共著者: 前川喜平、三浦まり）、岩波書店、ISBN 978-4000613712

## 出演番組
- デモクラシータイムス「国会女性会議」（YouTube）
- ウェークアップ!（読売テレビ、コメンテーター）
- みのもんたのサタデーずばッと （TBSテレビ、土曜日、コメンテーター）
- 朝まで生テレビ! （テレビ朝日、不定期）
- 平成教育委員会（フジテレビ）
- ズバリ快答!テレフォン身の上相談 （TBSラジオ、火曜日）
  - パーソナリティの肩書きは弁護士としてであるため、政治的な話はほとんどしない。
- 月曜ドラマスペシャル「セクシャル・ハラスメン キャスター裕子の奪われた時間」（TBSテレビ）

## 選挙歴
| 当落 | 選挙                     | 執行日         | 年齢 | 選挙区       | 政党       | 得票数     | 得票率 | 定数 | 得票順位 /候補者数 | 政党内比例順位 /政党当選者数 |
| ---- | ------------------------ | -------------- | ---- | ------------ | ---------- | ---------- | ------ | ---- | ------------------ | ---------------------------- |
| 当   | 第18回参議院議員通常選挙 | 1998年07月12日 | 42   | 参議院比例区 | 社会民主党 | ーー票     | ーー   | 50   | 1/17               | 1/4                          |
| 当   | 第20回参議院議員通常選挙 | 2004年07月11日 | 48   | 参議院比例区 | 社会民主党 | 64万832票  | ーー   | 48   | 1/5                | 1/2                          |
| 当   | 第22回参議院議員通常選挙 | 2010年07月11日 | 54   | 参議院比例区 | 社会民主党 | 38万1554票 | ーー   | 48   | 1/6                | 1/2                          |
| 当   | 第24回参議院議員通常選挙 | 2016年07月10日 | 60   | 参議院比例区 | 社会民主党 | 25万4956票 | ーー   | 48   | 1/7                | 1/1                          |
| 当   | 第26回参議院議員通常選挙 | 2022年07月10日 | 66   | 参議院比例区 | 社会民主党 | 21万6984票 | ーー   | 50   | 1/8                | 1/1                          |